# Thomas Knight
Tom Knight é um cientista de pesquisa sênior de informática do MIT e do Laboratório de inteligência artificial, ou CSAIL, que faz parte do departamento de EECS do MIT.  
Tom Knight chegou ao MIT quando ele tinha quatorze anos. Ele começou a trabalhar com hardware como a interface para cliente da rede ARPANET CHAOSnet, algumas das primeiras amostras de display bitmapped, o sitema de comparilhamento chamado ITS, máquinas Lisp (ele também ajudou a lançar uma versão do sistema operacional para a máquina de Lisp sob a licença BSD), a Máquina de Conexão e sistemas de computador de processo simbólicos paralelos.  
Ele trabalha atualmente entre a computação e biologia na área de biologia sintética.  